# Фрюж
Фрюж (фр. Fruges) — коммуна во Франции, регион О-де-Франс, департамент Па-де-Кале, округ Монтрёй-сюр-Мер, кантон Фрюж. Расположена в 55 км к северо-западу от Арраса и в 9 км от автомагистрали А26 "Англия".
Население (2018) — 2 354 человека.

## Достопримечательности
- Неоготическая церковь Святого Бертульфа XIX века
- Здание мэрии 40-х годов XIX века
- Музей фаянса Аббе-Делетуаль

## Экономика
Структура занятости населения:
- сельское хозяйство - 1,3 %
- промышленность - 12,7 %
- строительство - 6,8 %
- торговля, транспорт и сфера услуг - 38,5 %
- государственные и муниципальные службы - 40,8 %

Уровень безработицы (2017) — 19,3 % (Франция в целом — 13,4 %, департамент Па-де-Кале — 17,2 %). 

Среднегодовой доход на 1 человека, евро (2018) — 16 780 (Франция в целом — 21 730, департамент Па-де-Кале — 19 200).

## Демография
Динамика численности населения, чел.

## Администрация
Пост мэра Фрюжa с 2020 года занимает Эдмон Заборовски (Edmond Zaborowski). На муниципальных выборах 2020 года победу одержал список во главе с Жан-Жаком Ильмуэном, получивший в 1-м туре 60,24 % голосов. В мае 2020 года он был избран мэром Фрюжа, но в июне того же года скончался, и новым мэром был избран Эдмон Заборовски.
| Период | Период | Фамилия          | Партия                             | Примечания                                                                          |
| ------ | ------ | ---------------- | ---------------------------------- | ----------------------------------------------------------------------------------- |
| 1965   | 1989   | Жильбер Куртен   | Объединение в поддержку Республики | нотариус, член Генерального совета департамента, член Совета региона Нор-Па-де-Кале |
| 1989   | 2001   | Эжен Роллан      | Социалистическая партия            | работник казначейства, член Генерального совета департамента                        |
| 2001   | 2014   | Жан-Жак Ильмуэн  | Социалистическая партия            | директор колледжа                                                                   |
| 2014   | 2020   | Жан-Мари Любре   | Разные правые                      | ветеринар, член Генерального совета департамента                                    |
| 2020   | 2020   | Жан-Жак Ильмуэн  | Социалистическая партия            | директор колледжа                                                                   |
| 2020   |        | Эдмон Заборовски |                                    | работник специального образования                                                   |

## Ссылки

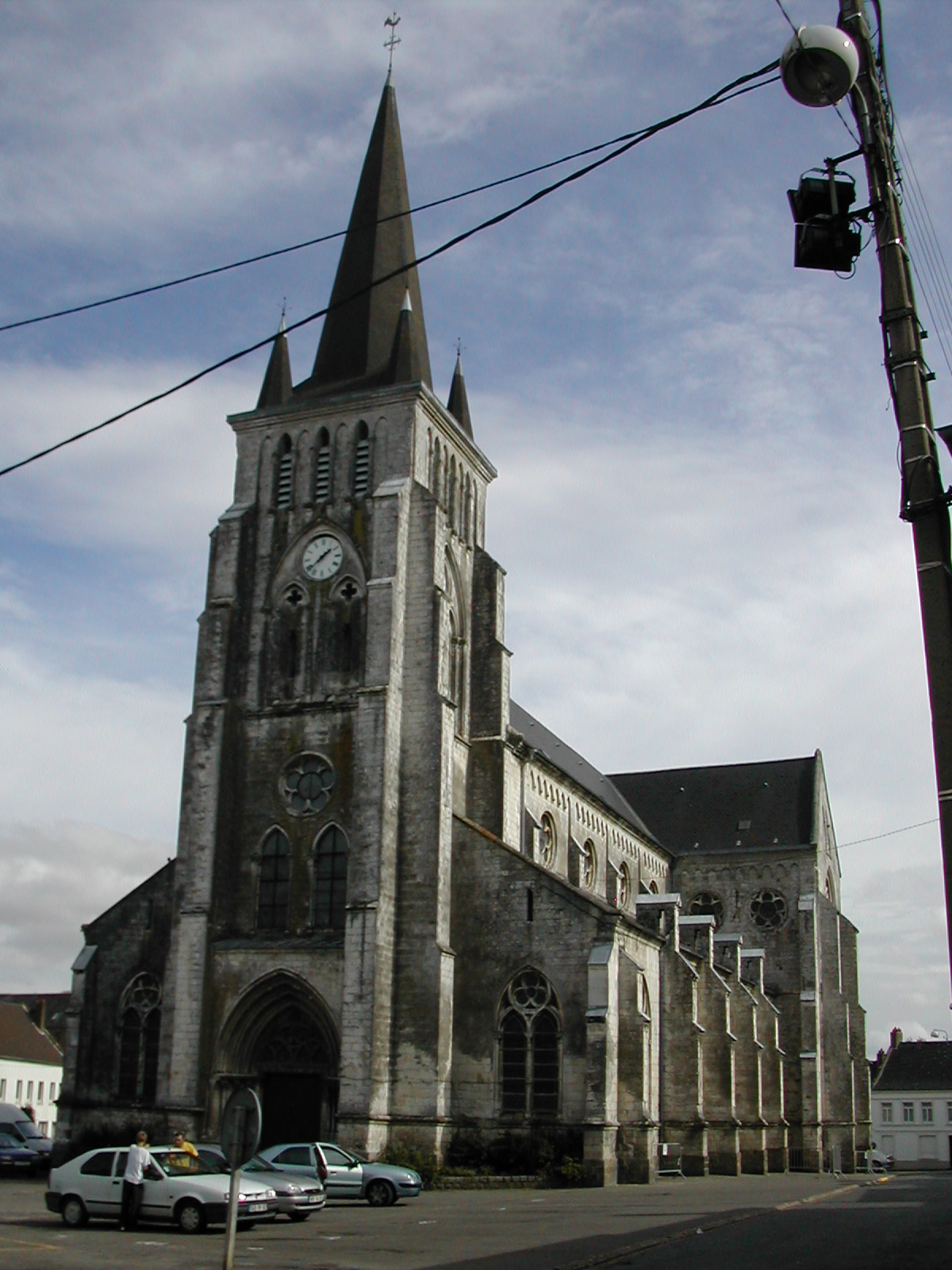
Церковь Святого Бертульфа

## Города-побратимы
- Ольсберг, Германия